# Katastrofa kolejowa pod Kraśnikiem (1939)
Katastrofa kolejowa pod Kraśnikiem – zderzenie pociągu ewakuacyjnego z pociągiem towarowym, które miało miejsce 10 września 1939 roku o godzinie 3:40 między stacjami Szastarka i Kraśnik, w okolicach miejscowości Kolonia Góry. W wyniku katastrofy zginęło 50 osób, a wiele innych zostało rannych.

## Przebieg wydarzeń
W nocy z 9 na 10 września 1939 roku pociąg ewakuacyjny G/SL, wypełniony uciekinierami z Górnego Śląska, jechał w kierunku Lublina. Za nim podążał pociąg towarowy, który w niewyjaśnionych okolicznościach uderzył w skład pasażerski, doprowadzając do katastrofy.
Siła uderzenia spowodowała, że wagony osobowe zostały zmiażdżone, a niektóre z nich przewróciły się i stanęły pionowo. Świadkowie opisywali widok ciał rozrzuconych wśród wraków oraz ludzi uwięzionych w zniszczonych wagonach.

## Przyczyny katastrofy
Dokumenty z tamtego okresu nie wskazują jednoznacznej przyczyny wypadku. Rozważane są różne hipotezy:
- błąd maszynisty pociągu towarowego, który mógł nie zauważyć sygnału „Stój” na semaforze i wjechał na zajęty tor;
- sabotaż lub działania wojenne – dzień wcześniej niemieckie lotnictwo zbombardowało składnicę materiałów wojskowych w Kraśniku, co mogło mieć związek z katastrofą.

## Ofiary
W katastrofie zginęło 50 osób, głównie pasażerowie pociągu ewakuacyjnego ze Śląska. Wśród ofiar byli m.in. urzędnicy, górnicy, listonosze, dzieci oraz rezerwista Wojska Polskiego. Wszystkich pochowano w trzech zbiorowych mogiłach przy torach, niedaleko miejsca wypadku.

## Upamiętnienie
W 2006 roku, dzięki staraniom miejscowego księdza oraz społeczności lokalnej, rozpoczęto działania mające na celu przywrócenie pamięci o katastrofie. W rocznicę zdarzenia organizowane są uroczystości żałobne i procesje do miejsca wypadku.